# 권상태
권상태(1983년 4월 19일 ~ )은 대한민국의 축구 선수이며, 포지션은 미드필더이다.